# Франц Едер
Франц Е́дер (нім. Franz Eder; 25 липня 1920, Санкт-Штефан-ім-Розенталь — 24 березня 1999, Ґрац) — австрійський солдат, політик і підприємець.

## Біографія
В 1940—1945 роках брав участь в Другій світової війні як солдат 5-ї гірської дивізії. Після війни заснував будівельну компанію, в якій у 1985 році працювали близько 450 працівників.
Член Австрійської народної партії. З 1951 по 1988 рік обіймав посаду бургомістра рідної громади Санкт-Штефан-ім-Розенталь. В 1965—1999 роках був президентом Штирійського ветеранського товариства. В 1987-93 роках — президент Австрійського ветеранського товариства, яке на той час налічувало понад 270 000 членів.

## Нагороди
- Великий золотий почесний знак землі Штирія
- Титул «Комерційний радник»